# Tove Jansson
Tove Marika Jansson (Phần Lan phát âm tiếng Thụy Điển: [ˈtuːve ˈjaːnsɔn] ⓘ; (9 tháng 8 năm 1914 – 27 tháng 6 năm 2001) là một tiểu thuyết gia người Phần Lan nói tiếng Thụy Điển, đồng thời là một họa sĩ, nhà minh họa, và tác giả truyện tranh đăng báo. Bà đã được nhận Giải Hans Christian Andersen năm 1966 vì những đóng góp cho văn học viết cho thiếu nhi.
Có cha mẹ đều là nghệ sĩ, Jansson được theo học mỹ thuật từ năm 1930 đến năm 1938 tại Stockholm, Helsinki và sau đó là Paris. Bà đã có triển lãm tranh riêng đầu tay năm 1943. Cùng lúc đó, bà cũng viết các truyện ngắn và bài báo để cho xuất bản, cũng như vẽ minh họa cho bìa sách và các mục đích khác. Bà vẫn tiếp tục làm công việc họa sĩ trong suốt cuộc đời mình, song song với viết văn.
Jansson nổi tiếng nhất với vai trò tác giả của bộ sách cho trẻ em mang tên Moomin. Cuốn sách đầu tiên, The Moomins and the Great Flood, ra đời năm 1945, nhưng phải đến hai cuốn sách tiếp theo, Comet in Moominland (bản dịch tiếng Việt: Mumi và Sao chổi) và Finn Family Moomintroll, xuất bản năm 1946 và 1948 mới đưa bà trở thành nhà văn nổi tiếng.
Bắt đầu từ cuốn sách bán tự truyện Bildhuggarens dotter (Con gái nhà điêu khắc) in năm 1968, bà đã viết 6 tiểu thuyết và 5 tập truyện ngắn dành cho người lớn.